# Rosa Vercellana
Rosa Maria Chiara Teresa Aloisia Vercellana, meglio nota in piemontese come la Bela Rosin (Nizza Marittima, 11 giugno 1833 – Pisa, 26 dicembre 1885), fu dapprima l'amante e in seguito la moglie morganatica del re d'Italia Vittorio Emanuele II di Savoia, che le concesse i titoli nobiliari minori di contessa di Mirafiori (territorio a sud di Torino) e di Fontanafredda (territorio di Serralunga d'Alba).

## Biografia

### Origini
Rosa Vercellana nacque a Nizza Marittima (nome all'epoca dato a Nizza per distinguerla da Nizza Monferrato) l'11 giugno 1833. Figlia del militare di carriera Giovanni Battista Vercellana (originario di Moncalvo, nei pressi di Casale Monferrato) e di Maria Teresa Griglio, ebbe due fratelli: Adelaide e Domenico. Venne quindi battezzata il 15 giugno 1833, nella chiesa di San Giacomo a Nizza con il nome di Rosa Maria Chiara Teresa Aloisia.
Il padre faceva parte della Guardia imperiale napoleonica, ma nel 1814 rifiutò di seguire Napoleone Bonaparte, all'epoca fuggito dall'Elba, ed entrò nei granatieri di Sardegna dell'esercito sabaudo con il grado di tamburo maggiore.

### L'incontro con Vittorio Emanuele
Rosa Vercellana incontrò per la prima volta Vittorio Emanuele II nel 1847, quando con la famiglia si trasferì presso il castello di Racconigi, dove il padre dirigeva il presidio militare della tenuta di caccia: il futuro re d'Italia, allora principe ereditario, aveva 27 anni, era sposato con l'austriaca Maria Adelaide d'Asburgo-Lorena e aveva già quattro figli. Lei aveva solo 14 anni.
I primi incontri tra i due furono clandestini, sia perché Carlo Alberto era contrario, sia perché nel Regno di Sardegna vigeva una legge secondo cui era punito con durezza l'allontanamento di ragazze minori di anni 16 dalle loro famiglie. La ragazza, che era analfabeta, venne allora trasferita nella residenza della palazzina di caccia di Stupinigi, molto più vicina a Torino, in una dipendenza del parco stesso.
Il 20 gennaio 1855 morì la regina Maria Adelaide. Vittorio Emanuele II mantenne la propria relazione con Rosa Vercellana per tutta la vita, nonostante le sue altre numerose amanti e avventure, ed ebbe da lei due figli: Vittoria ed Emanuele. La relazione suscitò scandalo e ostilità a corte, ma Vittorio Emanuele non cedette alle pressioni e l'11 aprile 1858 nominò Rosa Vercellana contessa di Mirafiori e Fontanafredda, comprando per lei anche il castello di Sommariva Perno.
Nel 1863 si trasferì negli appartamenti reali di Borgo Castello all'interno dell'attuale parco regionale La Mandria. Tale residenza, che non apparteneva alla Corona ma al patrimonio privato del re, rimase sempre la preferita della coppia, poiché Vittorio Emanuele II amava rifugiarvisi per cacciare e sfuggire alla vita di corte. Isolata e disprezzata dai nobili, Rosa Vercellana fu invece amata dal popolo per le sue origini contadine: si dice che la canzone popolare risorgimentale La bella Gigogin si riferisse in realtà a lei.
Nel 1864 Rosina seguì il re a Firenze, stabilendosi nella villa La Petraia. Nel 1869 il re si ammalò e, temendo di morire, la sposò con un matrimonio morganatico, ovvero senza l'attribuzione del titolo di regina. Il rito religioso si tenne il 18 ottobre di quell'anno. I due si unirono poi anche civilmente, il 7 ottobre 1877, a Roma, nel periodo in cui si stava completando anche la costruzione della villa Mirafiori di via Fea. Vittorio Emanuele morì tre mesi dopo, il 9 gennaio 1878.

### Gli ultimi anni e la morte

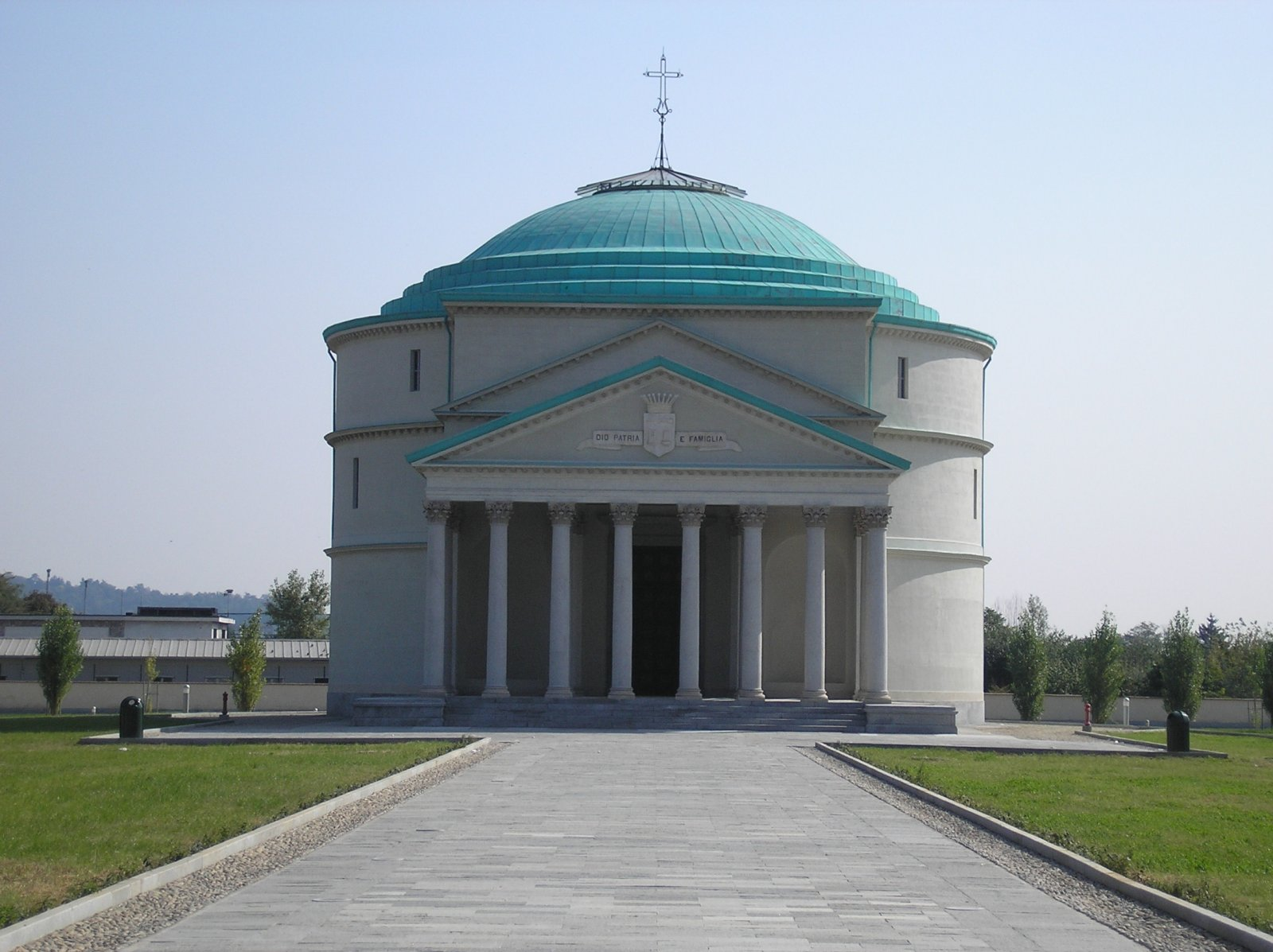
Torino: il Pantheon di Mirafiori (popolarmente noto come mausoleo della Bela Rosin) dopo l'imponente restauro ultimato nel 2005

Rosa Vercellana trascorse quindi il resto della sua vita presso palazzo Beltrami di Pisa, che il re aveva acquistato per la figlia Vittoria, e qui morì nel 1885. Il suo atto di morte, nei registri dell'ufficio dello stato civile di Pisa, la indicò come "nubile" e vi si possono leggere varie altre imprecisioni.
Casa Savoia vietò che Rosa venisse seppellita al Pantheon di Roma, non essendo mai stata regina: per questo motivo, in aperta sfida alla corte reale, i figli fecero costruire a Torino, nell'attuale quartiere di Mirafiori Sud, un Pantheon in scala ridotta, comunemente conosciuto come mausoleo della Bela Rosin. Nel 1972 le sue spoglie furono traslate al cimitero monumentale di Torino (Campo primitivo nord - edicola n.170 A) per il susseguirsi di profanazioni e vandalismi ai danni della tomba. Dopo anni di abbandono e cattiva conservazione, il mausoleo è stato profondamente ristrutturato nel 2005 e restaurato alla sua forma originaria.

## Nella cultura di massa

### Cinema e televisione
- Il generale, regia di Luigi Magni – miniserie TV (1987) - interpretata da Mirella Banti
- Rosin, la ultima rosa (2014) – interpretata da Dorella Gigliotti
- Meraviglie - La penisola dei tesori, regia di Gabriele Cipollitti, episodio 1x02 – documentario (2018) - interpretata da Violante Placido
- Secrets d'histoire - Victor-Emmanuel II, le premier roi d'Italie (2021) – interpretata da Mitsou Doudeau